# Jeremy Marinas
Jeremy Marinas (* 6. Juni 1989) ist ein US-amerikanischer Stuntman und Schauspieler. Er lebt in Encino in Kalifornien.

## Leben
Er wurde ausgesucht, den männlichen Tribut aus Distrikt 10 in der Verfilmung des gleichnamigen Romans Die Tribute von Panem – The Hunger Games darzustellen. Wie die meisten Tribut-Schauspieler ist auch er ein Stunt-Schauspieler. Er ist zusammen mit seiner Tribut-Schauspielkollegin Tara Macken, Mitglied der „Legion of Extraordinary Dancers“ (deutsch.: „Legion der außergewöhnlichen Tänzer“).

## Filmografie (Auswahl)
- 2010: Zack & Cody an Bord (The Suite Life on Deck, Fernsehserie, eine Folge)
- 2010: The Expendables
- 2011: The Mechanic
- 2011: The Green Hornet
- 2011: Mortal Kombat: Legacy
- 2011: Sherlock Holmes: Spiel im Schatten (Sherlock Holmes: A Game of Shadows)
- 2012: Die Tribute von Panem – The Hunger Games (The Hunger Games)
- 2012: The Expendables 2